# Mikel Gogorza
Mikel Johan Gogorza Krüger-Johnsen (født 27. september 2006) er en dansk-fransk professionel fodboldspiller, der spiller som venstrekant for den danske Superliga-klub FC Midtjylland.

## Klub karriere

### Ungdom
Gogorza begyndte at spille fodbold, da han var fire år gammel i B 1903. Efter nogle år skiftede han til den lokale klub BSV. Her spillede offensivspilleren frem til otteårsalderen, inden han gik videre til Lyngby BK's ungdomsafdeling.
Han var fem år i Lyngby, hvorefter han vendte tilbage til det københavnske fodboldmiljø for at spille på U13, U14 og til sidst U15 for F.C. København. Halvvejs i sin tid som U15-spiller følte Gogorza, at det var tid til at prøve noget nyt. Herefter kom han til FC Midtjylland som 14-årig. Efter en god start på sit nye eventyr, hvor Gogorza havde scoret fire mål for sin nye klub i U15-ligaen, underskrev Gogorza sin første kontrakt med Midtjylland, hvilket satte sin signatur på en 3-. års ungdomskontrakt i oktober 2021.

### FC Midtjylland
Den 27. september 2023 blev Gogorza for første gang optaget i førsteholdstruppen, da han blev udtaget til en pokalkamp mod Næstved Boldklub, dog uden at spille. I november og december 2023 var han også på bænken i to danske Superliga-kampe, igen uden at få sin debut.
I januar 2024 rejste 17-årige Gogorza med det første hold til Portugal på en træningslejr, og derfra gik der ikke lang tid, før han fik sin officielle debut; Den 18. februar 2024 kom Gorgoza på banen i de sidste 11 minutter af den danske Superliga-kamp mod Brøndby IF. Med sine 17 år og 144 dage blev han den tredje yngste Midtjylland-spiller nogensinde til at få sin debut.
Gogorza spillede ikke en seniorkamp for klubben i resten af 2023-25 sæsonen, men begyndte at spille sig ind på holdet i 2024-25 sæsonen.

## Personligt
Gogorza er af dansk-baskisk afstamning med en mor fra Danmark og en far fra Baskerlandet. Derfor har han både et dansk og et fransk pas.